# Meganephria carbunculus
Meganephria carbunculus là một loài bướm đêm trong họ Noctuidae.